# Lovre Kulušić
Lovre Kulušić (Sebenico, 15 novembre 2006) è un calciatore croato, centrocampista della Dinamo Zagabria.

## Carriera

### Club
Cresciuto nel settore giovanile del Sebenico, ha debuttato in prima squadra il 26 agosto 2023 nell'incontro di Prva nogometna liga (seconda divisione croata) vinto 3-0 contro il BSK Bijelo Brdo, partecipando così alla vittoria del torneo, con conseguente promozione in prima divisione. Promosso stabilmente in prima squadra la stagione successiva, il 29 novembre 2024 ha segnato il suo primo gol nella partita di prima divisione croata vinta 2-1 contro il Varaždin.
Il 23 giugno 2025 è stato acquistato a titolo definitivo dalla Dinamo Zagabria, altro club della prima divisione croata.

### Nazionale
Ha giocato con le nazionali giovanili croate Under-17, Under-19 ed Under-21.

## Statistiche

### Presenze e reti nei club
Statistiche aggiornate al 2 luglio 2025.
| Stagione        | Squadra         | Campionato      | Campionato | Campionato | Coppe nazionali | Coppe nazionali | Coppe nazionali | Coppe continentali | Coppe continentali | Coppe continentali | Altre coppe | Altre coppe | Altre coppe | Totale | Totale | Totale |
| Stagione        | Squadra         | Comp            | Pres       | Reti       | Comp            | Pres            | Reti            | Comp               | Pres               | Reti               | Comp        | Pres        | Reti        | Pres   | Reti   |        |
| --------------- | --------------- | --------------- | ---------- | ---------- | --------------- | --------------- | --------------- | ------------------ | ------------------ | ------------------ | ----------- | ----------- | ----------- | ------ | ------ | ------ |
| 2023-2024       | Sebenico        | 2.HNL           | 1          | 0          | CC              | 1               | 0               | -                  | -                  | -                  | -           | -           | -           | 2      | 0      |        |
| 2024-2025       | Sebenico        | HNL             | 29         | 4          | CC              | 2               | 0               | -                  | -                  | -                  | -           | -           | -           | 31     | 4      |        |
| Totale carriera | Totale carriera | Totale carriera | 30         | 4          |                 | 3               | 0               |                    | 0                  | 0                  |             | -           | -           | 33     | 4      |        |

## Palmarès

### Club

#### Competizioni nazionali
- Prva nogometna liga: 1

Sebenico: 2023-2024